# Hetton
Hetton is een civil parish in het bestuurlijke gebied Craven, in het Engelse graafschap North Yorkshire met 155 inwoners.